# Ostrzeszowski Hufiec Harcerzy im. Szarych Szeregów
Ostrzeszowski Hufiec Harcerzy im. Szarych Szeregów – jednostka terytorialna Organizacji Harcerzy ZHR, należąca do Dolnośląskiej Chorągwi Harcerzy ZHR. Zrzesza drużyny i gromady działające na terenie Kalisza, Ostrzeszowa, Kobylej Góry i Siedlikowa.

## Historia
Powołany w dniu 2 października 1992 rozkazem Naczelnika Harcerzy hm. Tomasza Maracewicza.
W okresie od (19 marca 1989 – 2 października 1992) hufiec działał w strukturach ZHP r. zał. 1918, a po zjednoczeniu w ZHR.

## Jednostki hufca
- 1 Ostrzeszowska Gromada Zuchów "Rycerze Króla Kazimierza"
- 2 Ostrzeszowska Drużyna Harcerzy "Puchacze" im. Stanisława Sosabowskiego (rozwiązana)
- 3 Drużyna Harcerzy im. Władysława Andersa
- 4 Drużyna Wędrowników im. Kazimierza Pułaskiego (rozwiązana)
- V Kaliska Drużyna Harcerzy "Droga"
- V Kaliska Drużyna Wędrowników "Camino"
- V Kaliska Gromada Zuchów "Żwawe Żbiki"
- 6 Drużyna Harcerzy im. Kazimierza Wielkiego w Siedlikowie (rozwiązana)
- 7 Drużyna Harcerzy "Wilki" im. rotmistrza Witolda Pileckiego (rozwiązana)
- 9 Drużyna Harcerska „Pełnia” (rozwiązana)
- 11 Drużyna Wędrowników im. mjr. Jana Piwnika "Ponurego" w Ostrzeszowie
- 13 Drużyna Harcerzy im. Stefana Czarnieckiego w Kobylej Górze

## Hufcowi
- hm. Stanisław Stawski (2 października 1992 – 29 października 2017)
- hm. Michał Szmaj (29 października 2017 - obecnie)